# Abwicklung (Darstellende Geometrie)

Abwicklung der Mantelfläche eines Zylinderstumpfes

Abwicklung der Mantelfläche eines Zylinders

Abwicklung der Mantelfläche eines Zylinderstumpfes

Unter der Abwicklung einer Fläche versteht man in der Geometrie die Ausbreitung einer Fläche in eine Ebene so, dass Längen (gemessen auf der Originalfläche) erhalten bleiben. Dies ist nur für Flächen möglich, deren Gaußkrümmung {\displaystyle K} überall Null ist. Solche Flächen heißen abwickelbar. Sie enthalten immer Scharen von Geraden, sind also Regelflächen. Einfache Beispiele sind die Mantelflächen von Zylinder und Kegel. Neben diesen beiden Typen gibt es noch weitere abwickelbare Flächen. In der Technik und damit auch in der darstellenden Geometrie spielen Zylinder und Kegel eine besondere Rolle. Die darstellende Geometrie stellt Methoden bereit, Abwicklungen von Zylindern und Kegeln zeichnerisch zu bestimmen. Da bei der Abwicklung in jedem Fall ein Kreis abgewickelt (rektifiziert) werden muss und dies zeichnerisch nur näherungsweise möglich ist, liefert die darstellende Geometrie Abwicklungen von Zylinder und Kegel nur näherungsweise.  Die zeichnerische Approximation des Umfangs eines Kreises durch den Umfang eines regelmäßigen 12-Ecks macht z. B. einen Fehler von ca. 1,14 %. Der Fehler kann natürlich vermindert werden durch Erhöhen der Eckenzahl. Akzeptiert man kleine Rechnungen, so lassen sich (fast) korrekte Abwicklungen erzeugen.
Unter einem Zylinder (Kegel) wird hier im Artikel ein gerader Kreiszylinder (Kreiskegel) verstanden und auch nur dessen Mantelfläche, also ohne Boden und Deckel. Werden Boden und Deckel mit berücksichtigt, also der gesamte Körper, so spricht man von Netz oder bei Körpern mit ebenen Flächen auch von Abfaltung.
Praktische Bedeutungen finden Abwicklungen durch ihre Verwendung als Bastelschablonen. Zeichnet man z. B. die Abwicklung eines Zylinderstumpfes (Kegelstumpfes) auf Blech oder Papier und schneidet diese Abwicklung aus, so lässt sich durch Aufwicklung ein Modell des Zylinderstumpfs (Kegelstumpfs) herstellen.

## Abwicklung der Mantelfläche eines geraden Kreiszylinders
Vorgabe: Ein gerader Kreiszylinder (Radius {\displaystyle r}, Höhe {\displaystyle h}) und ein Punkt {\displaystyle P} darauf in Grund- und Aufriss (s. 2. Bild).

Gesucht: Die Abwicklung des Zylinders und des Punktes {\displaystyle P}.
Schneidet man den Zylinder entlang einer Zylindergerade auf und wickelt ihn in die Ebene ab, so entsteht ein Rechteck der Länge {\displaystyle 2\pi r} und Höhe {\displaystyle h} (des Zylinders). Da die Länge des Rechtecks als Abwicklung (Rektifikation) des Bodenkreises mit Zirkel und Lineal nicht exakt konstruiert werden kann, nähert man den Kreis durch ein geeignetes n-Eck (hier 12-Eck) an, und wickelt dieses n-Eck gemäß der Zeichnung neben dem Aufriss ab. Um die Abwicklung des Punktes {\displaystyle P} in das Rechteck einzuzeichnen, übernimmt man im Grundriss die Distanz (grün) von {\displaystyle P'} zur nächsten Zylindergerade (hier Gerade 2) und zeichnet die Zylindergerade, die die Abwicklung von {\displaystyle P} enthält, in das Rechteck ein. Bei der im Bild gezeigten Anordnung lässt sich die Höhe des Punktes direkt aus dem Aufriss übernehmen.
Will man einen Zylinderstumpf (schräg abgeschnittener Kreiszylinder) wie im dritten Bild abwickeln, so lässt sich der untere Teil des Zylinders unverändert übernehmen. Von der oberen Berandung (Ellipse) werden gemäß obiger Beschreibung die Ellipsenpunkte auf den Geraden 0, 1, …, 12 abgewickelt. Die Abwicklung dieser Punkte ist besonders einfach zu konstruieren (s. 3. Bild).
Eine Verbesserung der Abwicklung erhält man durch
1. Abmessen des Zylinderradius {\displaystyle r} und Antragen der korrekten Abwicklung des Basiskreises als Strecke der Länge {\displaystyle 2\pi r} und anschließender Unterteilung (hier in 12 gleiche Teilstrecken).
2. Die horizontale Koordinate der Abwicklung eines Punktes {\displaystyle P} errechnet man aus dem Polarwinkel des Punktes {\displaystyle P'} im Grundriss. (Bei der Abwicklung des Zylinderstumpfes kann die vorhandene Teilung aus 1. benutzt werden.)

## Abwicklung der Mantelfläche eines geraden Kreiskegels

Abwicklung eines Kegels: Prinzip

Abwicklung eines Kegelstumpfes: Beispiel

Vorgabe: Senkrechter Kreiskegel (Basiskreisradius {\displaystyle r}, Höhe {\displaystyle h}, Mantellänge {\displaystyle l={\sqrt {r^{2}+h^{2}}}}) und ein Punkt {\displaystyle P} darauf in Grund- und Aufriss (s. 2. Bild).

Gesucht: Die Abwicklung des Kegels und des Punktes {\displaystyle P}.
Schneidet man den Kegel entlang einer Gerade auf und wickelt ihn in die Ebene ab, so ergibt sich ein Kreissektor
eines Kreises, dessen Radius gleich der Länge einer Mantellinie des Kegels ist (s. Bild). Die Öffnung des Kreissektors wird analog dem Fall des Zylinders durch eine Approximation des Bodenkreises des Kegels durch ein n-Eck (hier 12-Eck) konstruiert (s. Bild). Eine Kante des (regelmäßigen) n-Ecks wird n-mal auf dem Kreisbogen der Abwicklung abgetragen. Für die Abwicklung des Punktes {\displaystyle P} zeichnet man Grund- und Aufriss der Kegelgeraden (Mantellinie), auf der {\displaystyle P} liegt, ein. Der Abstand des Schnittpunktes dieser Mantellinie mit dem Bodenkreis zu einer benachbarten Mantellinie des n-Ecks wird auf dem abgewickelten Bodenkreis eingetragen und mit dem Mittelpunkt des Kreissektors (Abwicklung der Kegelspitze) verbunden. Den Abstand des Punktes {\displaystyle P} von der Kegelspitze erhält man durch Paralleldrehen der Strecke {\displaystyle {\overline {SP}}} im Aufriss (im Bild: lila Strecke).
Die Abwicklung eines Kegelstumpfes ergibt sich (analog zur Abwicklung eines Zylinderstumpfes) durch Abwicklung der Schnittpunkte der Deckelellipse mit den Mantellinien 0, 1, 2, …, 12.
Eine Verbesserung der Abwicklung ergibt sich
1. durch Abmessen des Radius  {\displaystyle r} des Basiskreises und Antragen der korrekten Abwicklung des Basiskreises als Kreisbogen der Länge {\displaystyle 2\pi r} (Öffnungswinkel der Abwicklung ist {\displaystyle 2\pi {\tfrac {r}{l}}}) und anschließender Unterteilung (hier in 12 gleiche Sektoren).
2. Die Winkelkoordinate der Abwicklung eines Punktes {\displaystyle P} ergibt sich durch Multiplikation der Winkelkoordinate von {\displaystyle P'} (im Grundriss) mit dem Faktor {\displaystyle {\tfrac {r}{l}}}.

## Weiteres Beispiel

Schnitt Kegel-Zylinder mit Abwicklung

Im letzten Beispiel schneiden sich ein gerader Kreiskegel und ein gerader Kreiszylinder (s. Bild). Die Abwicklungen der beiden Flächen enthalten die Abwicklungen der Schnittkurve (rot). (Zur Konstruktion der Schnittkurve: s. Hilfskugelverfahren.) Durch Aufzeichnen der Abwicklungen auf Papier und Ausschneiden der Abwicklungen lässt sich durch Aufwicklung ein Modell der Kegel-Zylinder-Kombination herstellen.